# Congrégation chrétienne
La Congrégation Chrétienne (Congregação Cristã en portugais), est une association chrétienne évangélique internationale d'églises pentecôtistes. Son siège est situé à São Paulo au Brésil. En 2010, elle compterait plus de 2,5 millions de fidèles dans 60 pays.

## Histoire

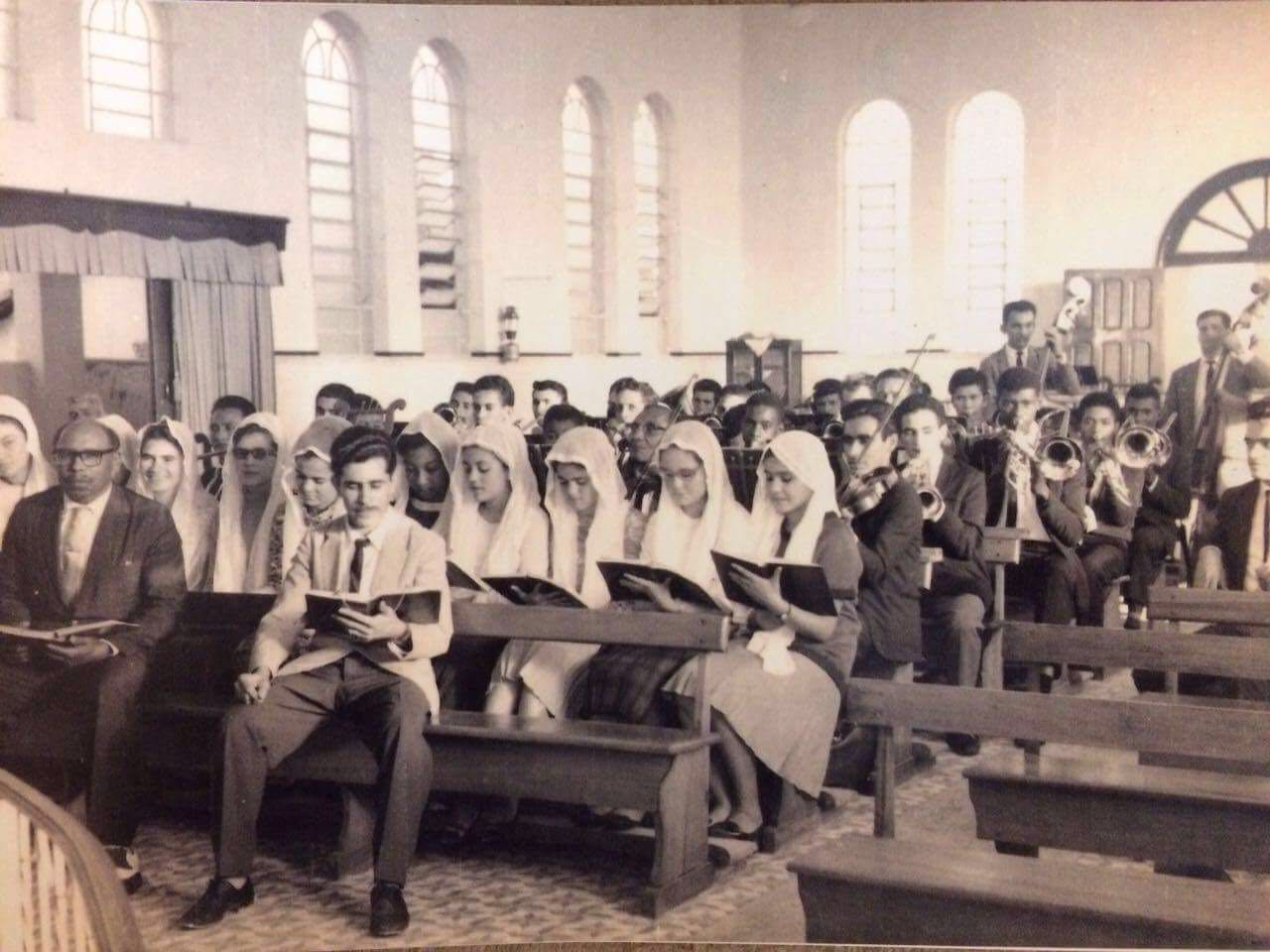
Congrégation Chrétienne au Brésil, à Guaianases, São Paulo en 1950.

L'église est fondée à São Paulo au Brésil en 1910 par le pasteur italien-américain Luigi Francescon et Giacomo Lombardi. Son aire de prédilection était principalement les colonies italiennes, mais son mouvement se répandit, à partir de 1950, sur tout le territoire national, les fidèles étant surtout nombreux dans la région Sud-Est. L’expansion s’est poursuivie aux États-Unis, en Europe, au Japon, dans toute l'Amérique latine, en Russie et en Grèce.
En 2010, le regroupement comptait plus de 19 000 églises dans plus de 60 pays du monde, et plus de 2,5 millions de fidèles au Brésil seulement.

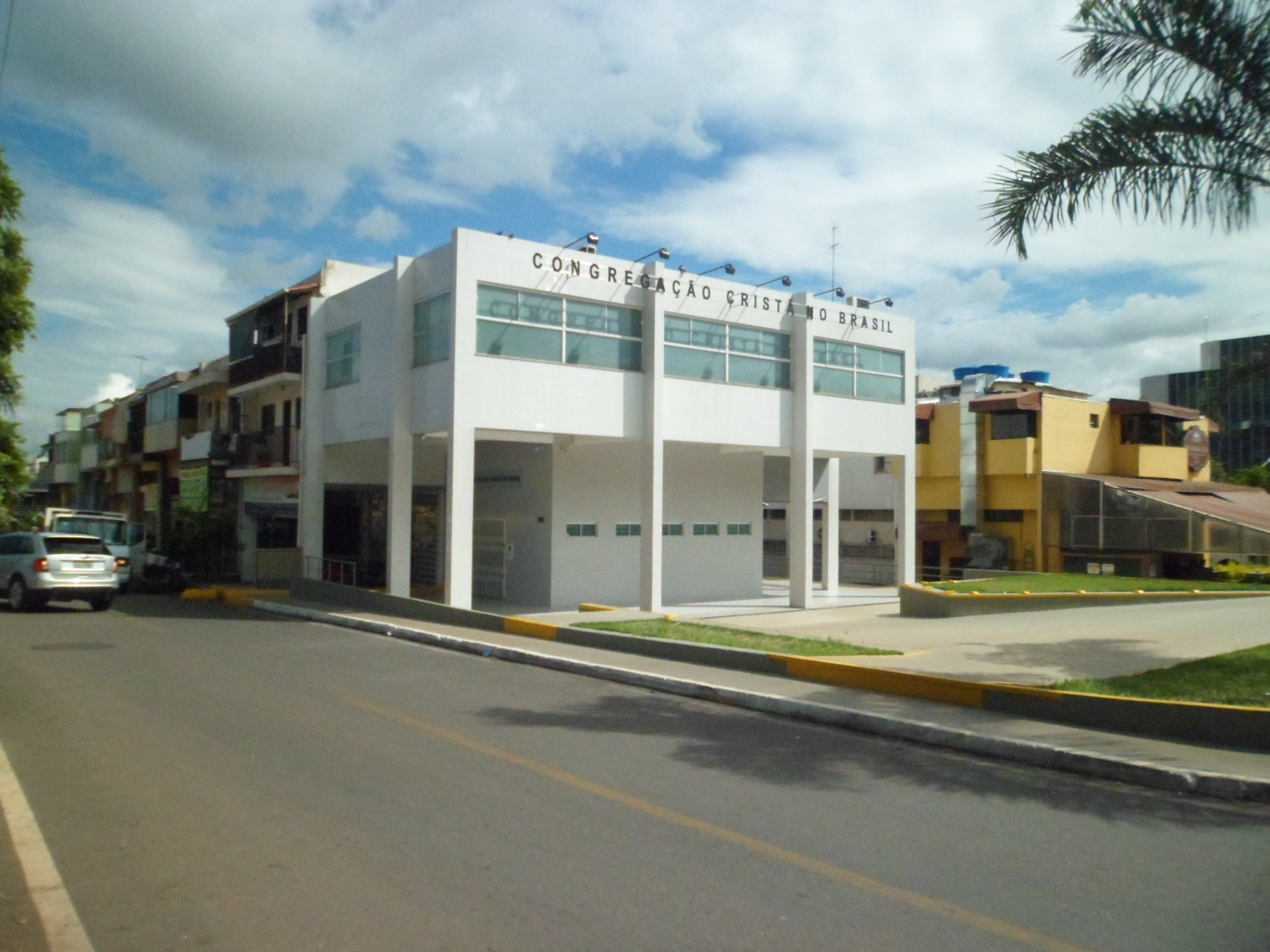
Congrégation Chrétienne au Brésil, à Brasilia.
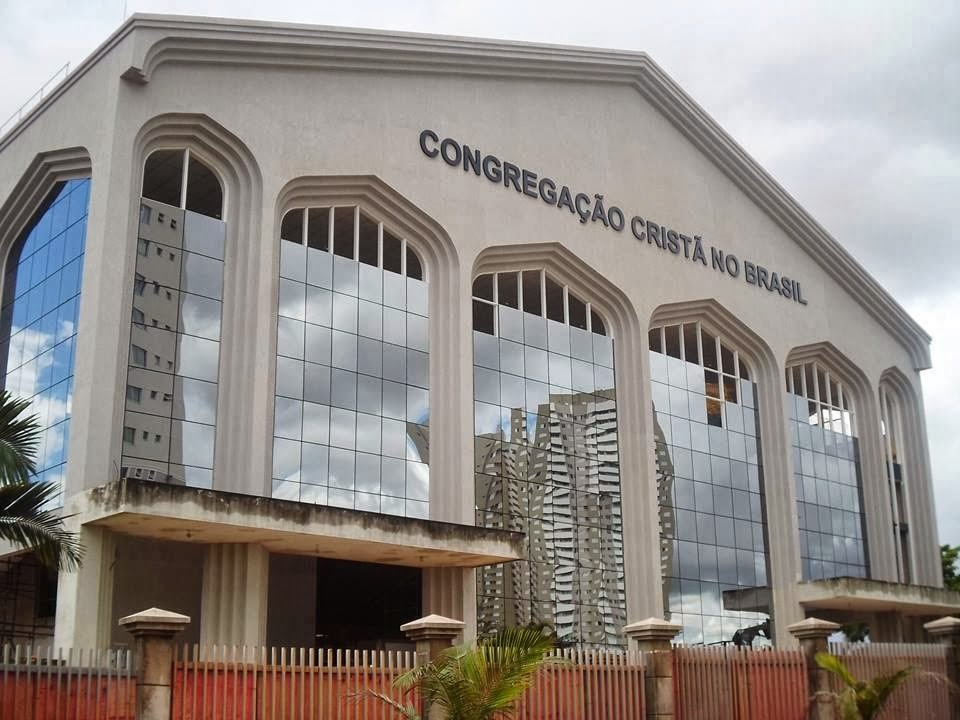
Congrégation Chrétienne au Brésil, à Goiânia.
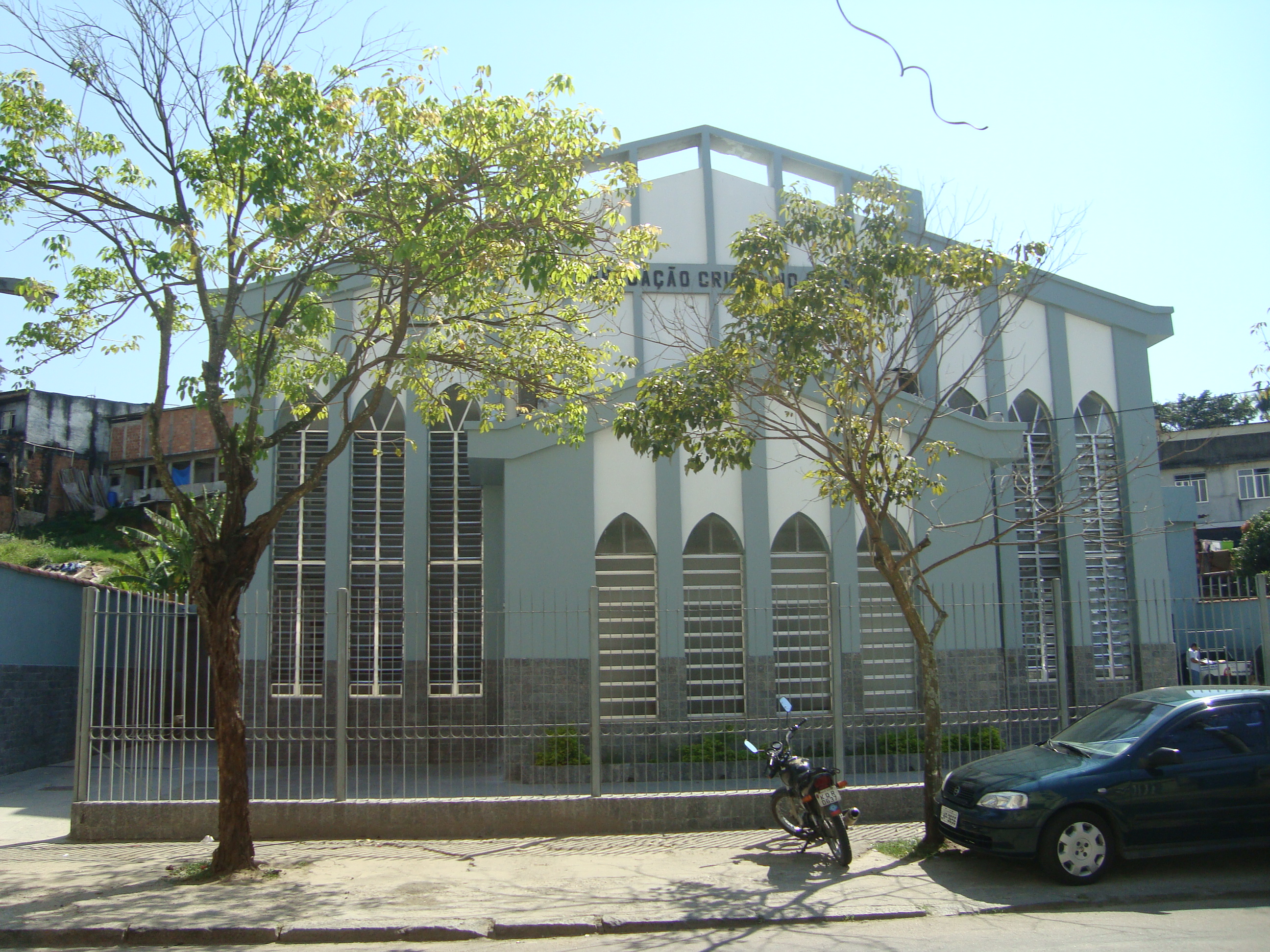
Congrégation Chrétienne au Brésil, à Rio de Janeiro.
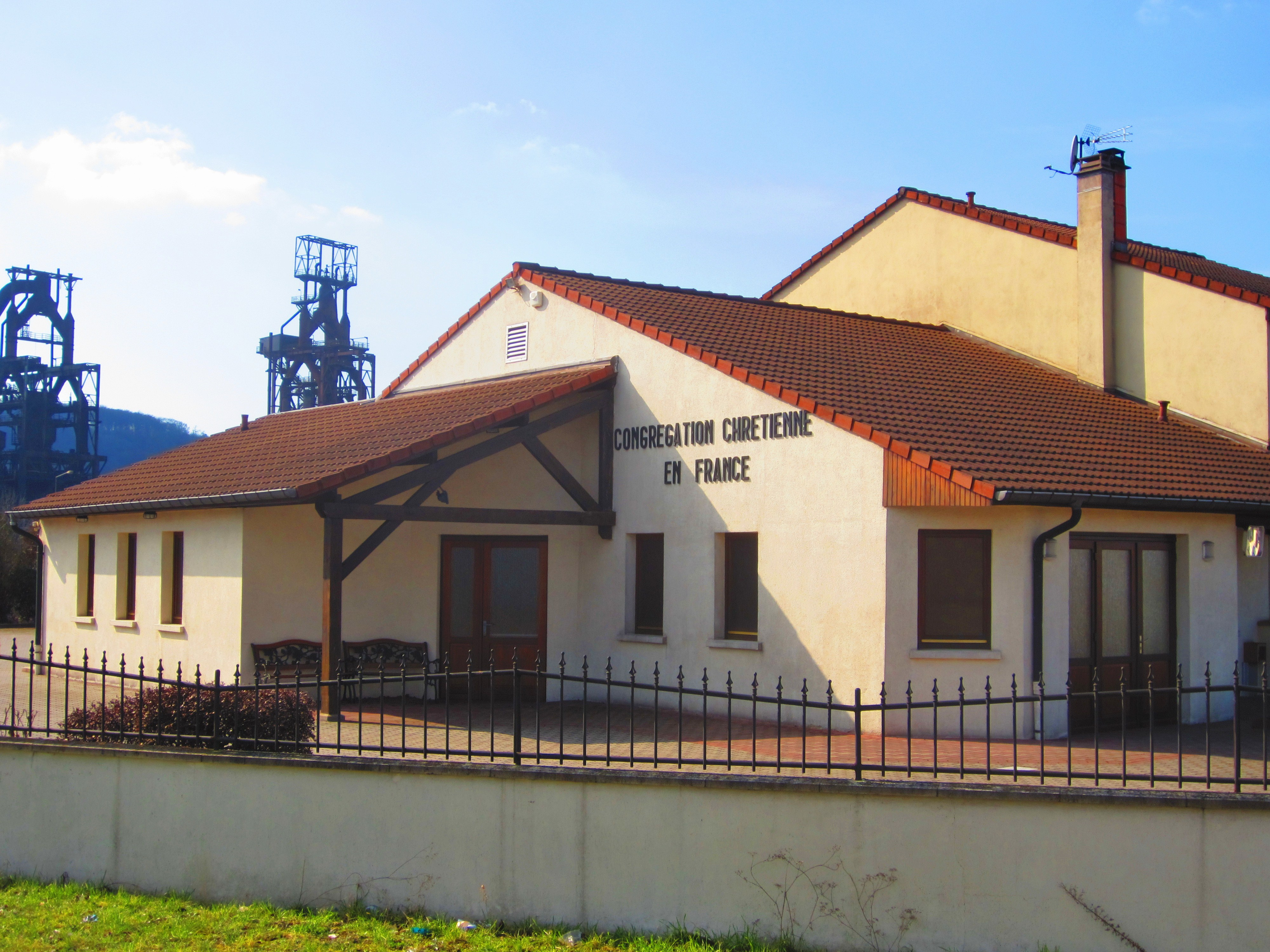
Congregation Chrétienne en France, en Hayange, Moselle.